# Bahnstrecke Glasower Damm Ost–Bohnsdorf Süd
| Strecke westlich von Selchow. Links die Fernbahnstrecke von Glasower Damm, rechts die S-Bahn aus Richtung Schönefeld. | |                                     |                                     |
| Streckennummer (DB): | 6151 Glasower Damm Nord–Bohnsdorf Süd 6519 B.-Grünau–Schönefeld Flughafen Süd 6186 Selchow West–Selchow Süd |                                     |                                     |
| Streckenlänge: | 13,8 / 6,9 km                                                                                               |                                     |                                     |
| Spurweite: | 1435 mm (Normalspur)                                                                                        |                                     |                                     |
| Stromsystem: | 15 kV, 16,7 Hz ~                                                                                            |                                     |                                     |
| Streckengeschwindigkeit: | 120 km/h |                                     |                                     |
| | |                                     |                                     |
| \| \| \| von Berlin \| \| \| \| 26,5 00,0 \| Glasower Damm Nord (Abzw) \| Glasower Damm Nord (Abzw) \| \| \| \| nach Dresden \| \| \| \| \| Mahlower Kurve \| \| \| \| \| von Dresden und Saarmund (BAR) \| \| \| \| 28,3 00,0 \| Glasower Damm Ost (Abzw) \| Glasower Damm Ost (Abzw) \| \| \| \| \| \| \| \| \| Selchow West (Abzw) \| \| \| \| 30,0 00,0 \| nach Eichgestell (BAR) \| nach Eichgestell (BAR) \| \| \| 30,8 00,0 \| Selchow Süd (Abzw) \| Selchow Süd (Abzw) \| \| \| \| von Grünauer Kreuz (S-Bahn) \| \| \| \| \| \| \| \| \| 34,5 00,0 \| Berlin Flughafen BER \| Berlin Flughafen BER \| \| \| 6,85 \| Berlin-Schönefeld Flughafen Süd \| Berlin-Schönefeld Flughafen Süd \| \| \| 37,3 5,60 \| Diepensee Abzw Cargo \| Diepensee Abzw Cargo \| \| \| 38,3 4,60 \| Kienberg \| Kienberg \| \| \| \| \| \| \| \| \| \| \| \| \| 40,7 1,80 \| Bohnsdorf West (Abzw) \| Bohnsdorf West (Abzw) \| \| \| 42,1 0,00 \| Bohnsdorf Süd (Abzw) Görlitz–Berlin \| Bohnsdorf Süd (Abzw) Görlitz–Berlin \| | |                                     |                                     |
| Strecke (außer Betrieb) | | von Berlin                          | von Berlin                          |
| Blockstelle (Strecke außer Betrieb) | 26,5 00,0                                                                                                   | Glasower Damm Nord (Abzw)           | Glasower Damm Nord (Abzw)           |
| Abzweig geradeaus und nach rechts (Strecke außer Betrieb) | | nach Dresden                        | nach Dresden                        |
| Strecke (außer Betrieb) | | Mahlower Kurve                      | Mahlower Kurve                      |
| Abzweig ehemals geradeaus und von rechts | | von Dresden und Saarmund (BAR)      | von Dresden und Saarmund (BAR)      |
| Blockstelle | 28,3 00,0                                                                                                   | Glasower Damm Ost (Abzw)            | Glasower Damm Ost (Abzw)            |
| Strecke von links · Abzweig geradeaus und nach rechts | |                                     |                                     |
| Blockstelle · Strecke | | Selchow West (Abzw)                 | Selchow West (Abzw)                 |
| Abzweig geradeaus und nach links · Kreuzung geradeaus unten | 30,0 00,0                                                                                                   | nach Eichgestell (BAR)              | nach Eichgestell (BAR)              |
| Strecke nach links · Abzweig geradeaus und von rechts | 30,8 00,0                                                                                                   | Selchow Süd (Abzw)                  | Selchow Süd (Abzw)                  |
| Strecke · Strecke von links | | von Grünauer Kreuz (S-Bahn)         | von Grünauer Kreuz (S-Bahn)         |
| Tunnelanfang · Tunnelanfang | |                                     |                                     |
| Bahnhof (im Tunnel) · S-Kopfbahnhof Streckenende (im Tunnel) | 34,5 00,0                                                                                                   | Berlin Flughafen BER                | Berlin Flughafen BER                |
| Tunnelende · Betriebs-/Güterbahnhof Streckenanfang | 6,85 | Berlin-Schönefeld Flughafen Süd     | Berlin-Schönefeld Flughafen Süd     |
| Abzweig geradeaus und von links · Strecke nach rechts | 37,3 5,60                                                                                                   | Diepensee Abzw Cargo                | Diepensee Abzw Cargo                |
| Dienststation / Betriebs- oder Güterbahnhof | 38,3 4,60                                                                                                   | Kienberg                            | Kienberg                            |
| Abzweig geradeaus und ehemals nach links · Strecke von rechts (außer Betrieb) | |                                     |                                     |
| Strecke · Strecke (außer Betrieb) | |                                     |                                     |
| Strecke von links · Abzweig geradeaus und nach rechts · Strecke (außer Betrieb) | 40,7 1,80                                                                                                   | Bohnsdorf West (Abzw)               | Bohnsdorf West (Abzw)               |
| Abzweig quer und nach rechts · Abzweig quer und nach links · Abzweig quer und ehemals nach links | 42,1 0,00                                                                                                   | Bohnsdorf Süd (Abzw) Görlitz–Berlin | Bohnsdorf Süd (Abzw) Görlitz–Berlin |

Die Bahnstrecke Glasower Damm Ost – Bohnsdorf Süd ist eine elektrifizierte, überwiegend zweigleisige Hauptbahn. Sie verläuft im Land Brandenburg südlich von Berlin, ein kurzes Stück auch über Berliner Stadtgebiet. Sie dient vor allem der Anbindung des Flughafens Berlin-Brandenburg (BER) mit dem unterirdischen Bahnhof Flughafen Berlin Brandenburg.
In ihrem östlichen Streckenabschnitt ersetzt sie die 1963 eröffnete Bahnstrecke Berlin-Grünau – Berlin Flughafen Schönefeld Süd. Diese Strecke verlief parallel zur heutigen. Sie diente vor allem der Belieferung des Flughafens mit Kraftstoffen sowie für Baustofftransporte. Von 1992 bis 2010 wurde sie auch für den Personenverkehr zur alle zwei Jahre stattfindenden Internationalen Luftfahrtausstellung genutzt.
Die neue durchgehende Eisenbahnanbindung des Flughafens BER ging im Oktober 2011 in Betrieb. Aufgrund der Verzögerungen der Eröffnung des Flughafens hat sie, abgesehen vom Güterverkehr zum Flughafen Schönefeld, erst seit Oktober 2020 verkehrliche Bedeutung. Mit dem Neubau der Ferngleise der Bahnstrecke Berlin–Dresden entstand bis 2025 die Streckenverlängerung von Glasower Damm Ost zum Abzweig Glasower Damm Nord an der Dresdener Bahn.

## Geschichte

### Vorgeschichte
In der Nähe des Ortes Diepensee südlich von Berlin begann 1934 der Bau der Henschel Flugzeug-Werke. Zur Belieferung des Werkes diente zunächst die sogenannte Henschelbahn. Sie war aus der Gutsbahn Diepensee hervorgegangen, die als Pferdebahn betrieben worden war. Die Strecke verlief vom Bahnhof Berlin-Grünau geradlinig durch das Siedlungsgebiet von Berlin-Bohnsdorf. Nach dem Zweiten Weltkrieg war die Bahn als Reparationsleistung abgebaut worden. Auf dem Gelände der Henschelwerke entstand nach 1945 ein sowjetischer Militärflughafen. Zu dessen Belieferung mit Materialien und Kraftstoffen wurde die Henschelbahn 1947 wieder aufgebaut.
Der südliche Teil des Flughafens ging am 27. April 1955 an die Deutsche Lufthansa der DDR zur zivilen Nutzung über. Zu seiner Belieferung mit Materialien und Kraftstoffen diente zunächst weiterhin die frühere Henschelbahn. Mit dem Wachstum des Flughafens erwies sich diese Strecke als nicht genügend leistungsfähig, zudem behinderte sie auch stark den zunehmenden Straßenverkehr. Deswegen wurde 1959 ein neues Anschlussgleis vom Bahnhof Grünbergallee am Güteraußenring gebaut und die alte Trasse stillgelegt. Spätestens Anfang der 1960er Jahre zeichnete sich ab, dass auch diese Strecke nicht längerfristig zu nutzen war. Einerseits querte die Trasse die in Bau befindliche Schnellstraße zum Flughafen, andererseits wurde die Trasse des Güteraußenrings für die künftige S-Bahn nach Schönefeld benötigt. Zunächst wurde ein Gleis parallel zum Güteraußenring verlegt, jedoch war aufgrund der in Bau befindlichen Autobahnstrecke auch hier keine längerfristige Nutzung möglich.

### Die Güterstrecke zum Flughafen Schönefeld

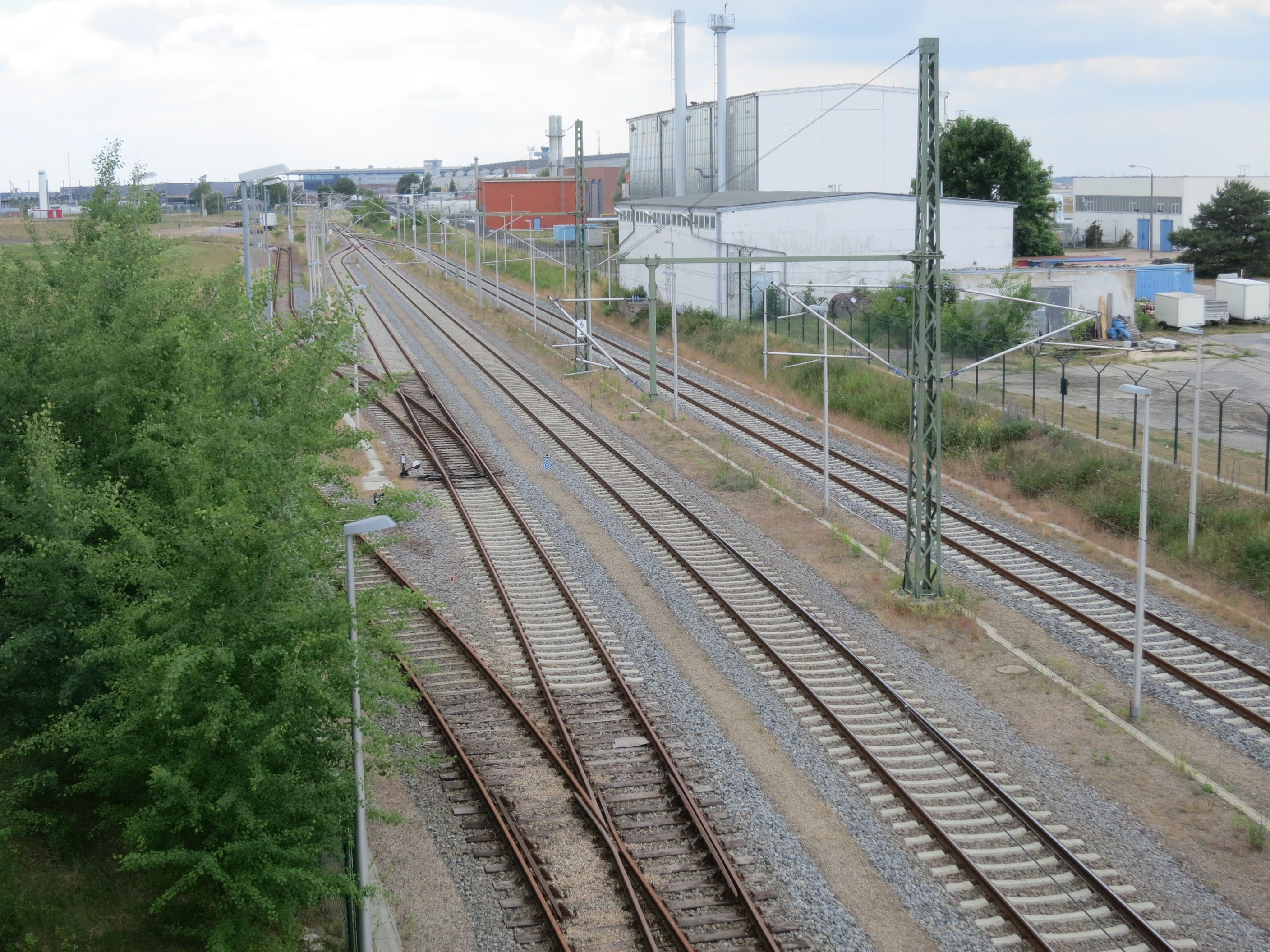
Güteranschluss des Flughafens.

Aufgrund dieser Probleme wurde eine völlig neue Verbindung zur Erschließung des Flughafens gebaut, die am 3. September 1963 in Betrieb ging. Sie zweigte im Bahnhof Berlin-Grünau von der Görlitzer Bahn ab, verlief zunächst parallel zu dieser, dann südlich von Berlin-Bohnsdorf durch den Wald und erreichte von Osten aus den Flughafenanschluss. Forderungen der Deutschen Lufthansa der DDR (der späteren Interflug) nach einem Werkspersonenverkehr über die Strecke wurden aufgrund der erwarteten schwachen Nutzung und fehlender Sicherungsanlagen abgelehnt. In den 1970er und 1980er Jahren wurde die im Volksmund auch Ölbahn genannte Strecke ausgebaut, so dass Achslasten von 22,5 Tonnen zugelassen waren. So konnten Baustofftransporte zum an der Strecke liegenden Baustofflager Kienberg mit Ganzzügen durchgeführt werden.
Auch nach der politischen Wende in der DDR blieb die Strecke für den Güterverkehr zum Flughafen Schönefeld von Bedeutung. Vom 15. bis 21. Juni 1992 fand auf dem Südteil des Flughafens erstmals die Internationale Luftfahrtausstellung (ILA) statt. Für den Besucherandrang wurden Shuttle-Züge eingesetzt, die jeweils stündlich von Berlin-Lichtenberg über Schöneweide beziehungsweise vom Bahnhof Flughafen Berlin-Schönefeld nach Flughafen Berlin-Schönefeld Süd fuhren, so dass zwei Züge je Stunde und Richtung über die Industriebahn verkehrten. Zum Einsatz kamen siebenteilige Doppelstockwendezüge, die mit Lokomotiven der Baureihe 232 bespannt waren. Für die Reisenden war ein provisorischer Bahnsteig aus Holzspanplatten gebaut worden. Außerdem wurden für den Personenverkehr an den zuvor ungesicherten Bahnübergängen Sicherungsanlagen von Siemens installiert. Zuvor war nur der Übergang der Bundesstraße 179 mit einer Halbschrankenanlage gesichert gewesen.
Bei den folgenden Luftfahrtausstellungen, die alle zwei Jahre stattfanden, wurden erneut Shuttle-Züge eingesetzt, wobei die eingesetzten Fahrzeuge im Laufe der Zeit wechselten. 1994 verkehrten beispielsweise Züge, die an beiden Enden mit Lokomotiven der Baureihe 229 bespannt waren, abwechselnd von Lichtenberg über Schöneweide und vom Bahnhof Berlin Zoologischer Garten über die Berliner Stadtbahn zum ILA-Bahnhof. Letztmals verkehrten die Shuttle-Züge zur ILA 2010, in jenem Jahr direkt von Berlin-Lichtenberg ohne weiteren Zwischenhalt. Seit 2012 findet die ILA nicht mehr in Diepensee, sondern bei Selchow auf der Westseite des Flughafengeländes statt, so dass die Shuttle-Züge seitdem entfielen.

### Planungen der Anbindung des neuen Flughafens

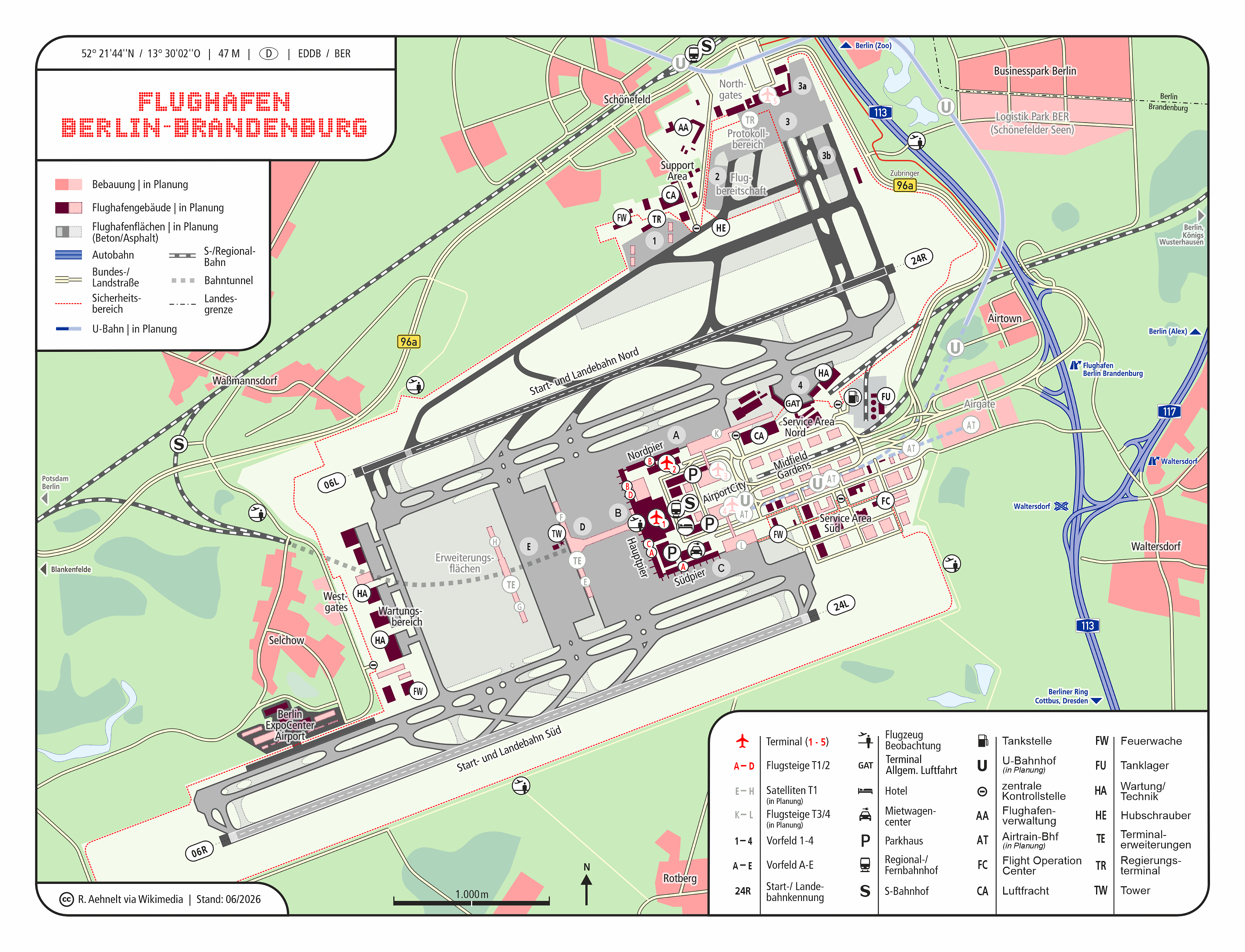
Anbindung des Flughafens BER. Fernbahnstrecke von West nach Ost, S-Bahn im Bogen von Norden, Güteranschlussbahn an der Ostseite des BER nördlich der Fernbahn.

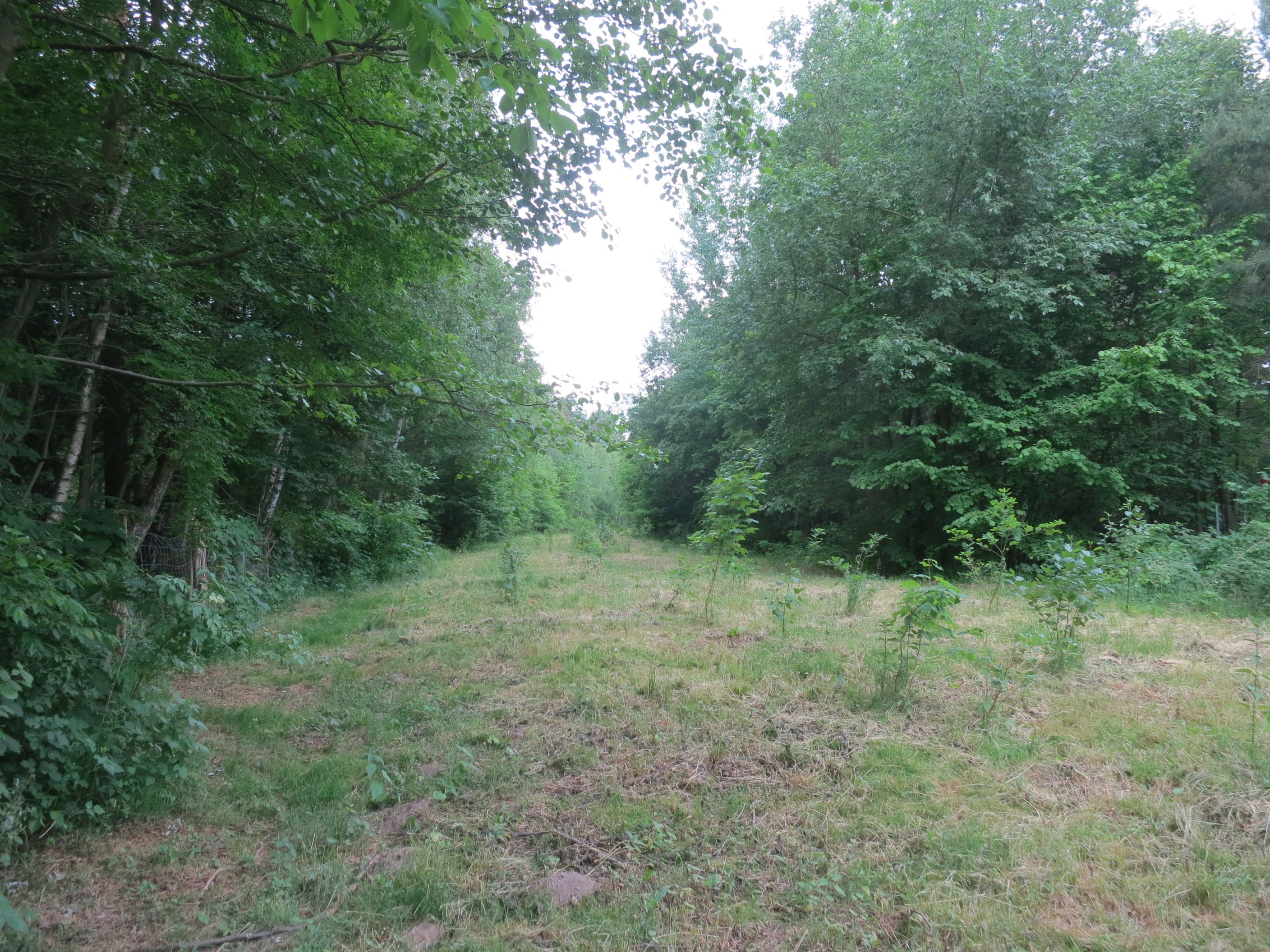
Renaturierte alte Strecke südlich von Bohnsdorf.

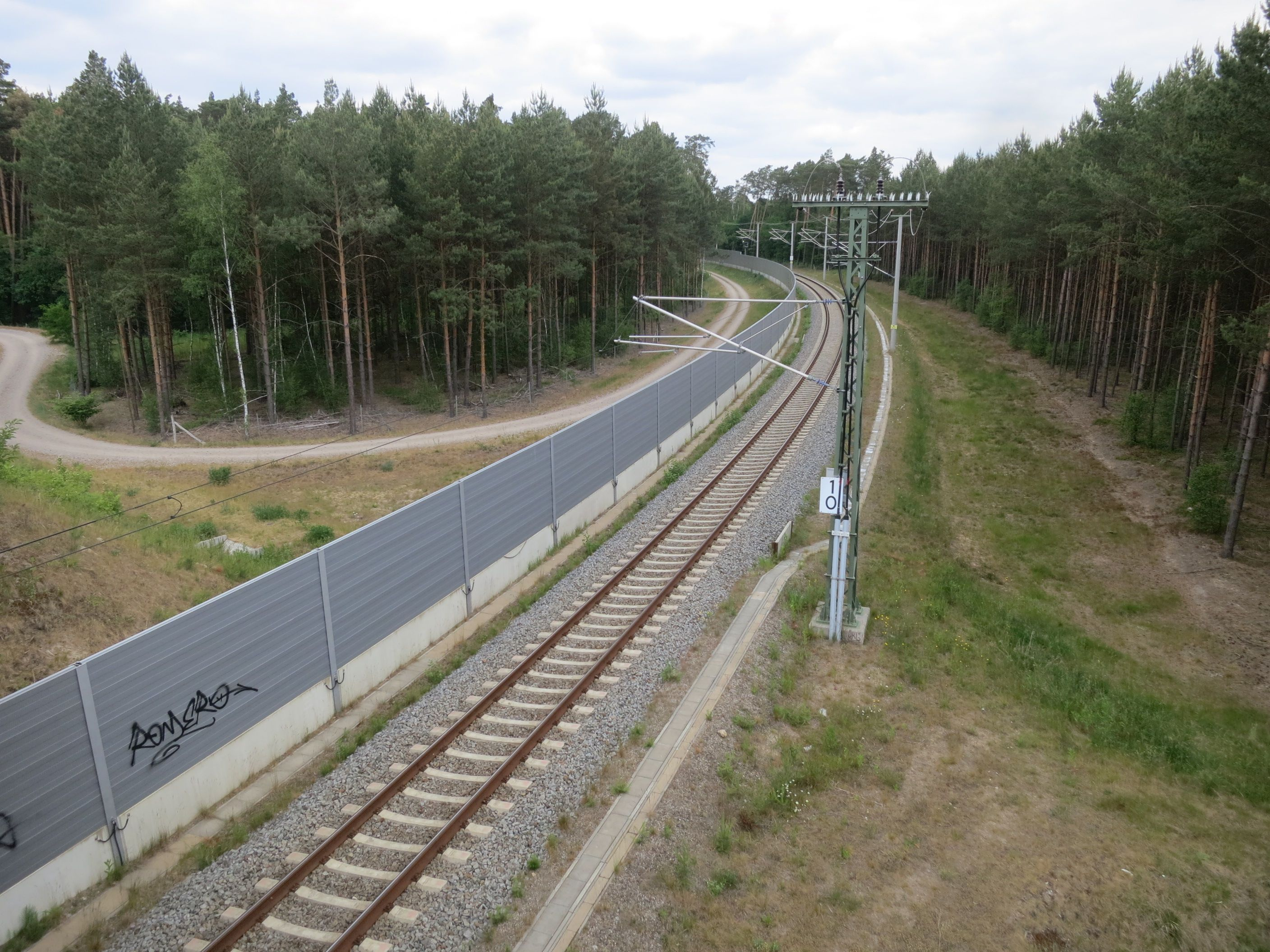
Lärmschutzwände im Wald an der Verbindungskurve in Richtung Berlin-Grünau

Nach langen Diskussionen entschieden sich die Bundesregierung und die Regierungen von Brandenburg und Berlin in den 1990er Jahren für den Standort des neuen Flughafens von Berlin (damals Flughafen Berlin Brandenburg International, abgekürzt BBI genannt) in der Gemeinde Schönefeld, südlich des bestehenden Flughafens und teilweise dessen Anlagen nutzend. Als Standort für das neue Terminal kristallisierte sich bald das Areal südlich der Landebahnen des bestehenden Flughafens heraus. Im Zusammenhang mit dem Pilzkonzept erwies sich eine Strecke, die einerseits über die Nord-Süd-Fernbahn und die Dresdener Bahn, andererseits über die Görlitzer Bahn mit der Berliner Innenstadt verbunden war, als sinnvoll. Planungen von Mitte der 1990er Jahre zeigten bereits eine Fernbahnanbindung, die der später tatsächlich realisierten nahekam, während für die S-Bahn damals eine kurze unterirdische Strecke vom alten Bahnhof Berlin-Schönefeld Flughafen vorgesehen war.
Neben der tatsächlich realisierten Anbindung mit einer S-Bahn- und einer Fernbahnstrecke waren eine Reihe von weiteren Optionen zur Erschließung des Flughafens im Schienenverkehr in Gespräch, die nicht realisiert wurden:
- Eine Verlängerung der U-Bahn-Linie U7 von Rudow über den alten Bahnhof Schönefeld zum neuen Terminal wurde bisher nicht umgesetzt. Die zwischenzeitlich verworfenen Planungen wurden jedoch wieder aufgenommen.[8]
- Ebenfalls war eine Verlängerung der geplanten Transrapidstrecke Hamburg–Berlin zum Flughafen in Diskussion. Offiziell verabschiedete sich der Berliner Senat erst im Jahr 2000 von diesen Plänen.
- Es gab Forderungen, unter anderem durch Teile der Berliner Grünen, auf eine direkte Anbindung des Terminals zu verzichten und stattdessen den alten Bahnhof Schönefeld weiter zu nutzen. Eine Shuttle-Verbindung oder ein Peoplemover sollte dann die Reisenden zum neuen Terminal bringen.

### Bau und Inbetriebnahme
Die Planung der Bahnanbindung erfolgte zunächst als Teil „Verkehrsanbindung Schiene“ im Rahmen des Planfeststellungsverfahrens für den gesamten Flughafen. Das Brandenburger Verkehrsministerium erteilte im August 2004 den Planfeststellungsbeschluss, das Bundesverwaltungsgericht bestätigte ihn am 16. März 2006. Im September 2007 begannen die Arbeiten für den Rohbau des unterirdischen Flughafen-Bahnhofs, Ende 2007 für die S-Bahn-Strecke und im Frühjahr 2008 für die westliche Fernbahnanbindung.
Das Planfeststellungsverfahren für die Ostanbindung zur Görlitzer Bahn verzögerte sich aufgrund von Planänderungen. Ursprünglich war ein Ausbau der Bestandsstrecke vorgesehen, was sich unter anderem wegen der engen Kurvenradien und der Lärmbelastung für die Anwohner nicht realisieren ließ. Das Genehmigungsverfahren begann erst im Jahr 2007. Unter mehreren geprüften Varianten setzte sich eine Streckenführung durch den Wald etwa 250 Meter südlich der alten Strecke durch. Gegen ihren Bau gab es eine Reihe von Protesten von Anwohnern und Naturschützern, unter anderem, weil 14 Hektar Wald gerodet werden mussten. Aufgrund der Verzögerungen gab es Befürchtungen, dass die Ostanbindung nicht bis zur geplanten Flughafeneröffnung 2011 fertiggestellt sein würde, so dass über alternative Anbindungskonzepte nachgedacht wurde.
Vorschläge von Umweltverbänden, statt der Strecke durch den Bohnsdorfer Wald eine Verbindung entlang der Bundesautobahn 113 zu bauen, wurden vom Eisenbahn-Bundesamt (EBA) abgelehnt. Das Amt verwies darauf, dass es bei jener Variante höhere Belastungen durch Lärm und Erschütterungen für Bohnsdorfer Einwohner geben würde. Am 19. Februar 2010 erließ das EBA den Planfeststellungsbeschluss, wenige Tage darauf begann die Deutsche Bahn mit den Bauarbeiten. Es wurde vereinbart, dass die Trasse der alten Strecke wieder renaturiert werden würde, außerdem war der Bau von Lärmschutzwänden an der neuen Strecke vorgesehen.
Zum ursprünglich geplanten Eröffnungstermin des mittlerweile BER abgekürzten Flughafens am 30. Oktober 2011 konnte die Ostanbindung gemeinsam mit der Westanbindung, der S-Bahn-Strecke und dem Bahnhof Flughafen Berlin Brandenburg fertiggestellt werden. Allerdings war die Eröffnung des Flughafens mittlerweile auf den 3. Juni 2012 verschoben worden.
Erst Anfang Mai 2012 wurde offiziell bekannt gegeben, dass sich die Eröffnung des Flughafens BER weiter nach hinten verschiebt. Zunächst war von einer Fertigstellung im Jahr 2013 die Rede. In der Folge musste auch dieser Termin aufgegeben werden, Anfang 2016 wurde mit einer Flughafeneröffnung zum Ende des Jahres 2017 gerechnet.
Somit gab es keine sinnvolle Nutzung der fertiggestellten Bahnanbindung zum Flughafen, abgesehen vom Güterverkehr von der Görlitzer Bahn zum Flughafen. Damit die Gleisanlagen nicht verrotten und zur Belüftung des Flughafenbahnhofs musste die DB sowohl auf der S-Bahn als auch auf der Fernbahnstrecke mehrmals täglich Fahrten mit Leerzügen durchführen.
Der Flughafen BER ging erst am 31. Oktober 2020 in Betrieb, dann wurde auch der reguläre Personenverkehr auf der Strecke aufgenommen.

### Anbindung an die Strecke Berlin–Dresden
Obwohl der Flughafen BER erst neun Jahre später als geplant in Betrieb gegangen war, war die direkte Bahnanbindung nach Berlin über die Bahnstrecke Berlin–Dresden bis zu seiner Eröffnung immer noch nicht realisiert. Ihr Wiederaufbau zog sich bis 2025 hin.  Im Zusammenhang mit dem Bau der Dresdener Bahn entstand auch eine Verbindung vom Abzweig Glasower Damm Nord bei Mahlow zum Außenring, der in die Strecke nach Bohnsdorf Süd einbezogen wurde. Im Juli 2025 waren die Arbeiten an der Verlängerung weitgehend abgeschlossen, die Strecke soll zusammen mit den Ferngleisen der Dresdener Bahn am 13. Dezember 2025 in Betrieb gehen.

### Kosten
In der am 5. September 2006 von den Ländern Berlin und Brandenburg, dem Bund und den Berliner Flughäfen unterzeichneten Finanzierungsvereinbarung wurden für die Schienenverkehrsanbindung (einschließlich der S-Bahn-Strecke) 636 Millionen Euro kalkuliert. Davon übernahm der Bund 576 Millionen Euro. Die Länder Berlin und Brandenburg zeichneten jeweils 30 Millionen Euro und verpflichteten sich für 20 Jahre kostendeckende Verkehrsleistungen zu bestellen. In einer Festbetragsvereinbarung wurden die Leistungen der Flughafengesellschaft beim Rohbau der Tunnelanlagen und des Flughafenbahnhofs geregelt. Auch nach Fertigstellung der Bahnanbindung wurde von Kosten von 636 Millionen Euro ausgegangen.
Die Deutsche Bahn rechnete 2013 mit monatlichen Kosten von zwei Millionen Euro für die Fahrten, die zwischen Streckenfertigstellung und Aufnahme des regulären Verkehrs zur Belüftung des Tunnels nötig waren.

### Zukünftige Planungen
Östlich des Kreuzungspunkts der Bahnstrecke mit der A113 ist im Zuge einer neu geplanten Straße die Anlage eines neuen Haltepunkts vorgesehen. Er soll aus zwei Seitenbahnsteigen und zwei zugehörigen Bahnhofsvorplätzen bestehen und dem Regionalverkehr dienen. Als Baubeginn der neuen Straße war das Jahr 2019 vorgesehen.
Im dritten Gutachterentwurf des Deutschlandtakts ist ein Überwerfungsbauwerk unterstellt, um durch die niveaufreie Einbindung  die Fahrstraßenausschlüsse bei Fahrten von Berlin Flughafen BER auf den Außenring zu beseitigen. Dafür waren zum Preisstand von 2015 Investitionen von 245 Millionen Euro vorgesehen.

## Strecke

### Verlauf

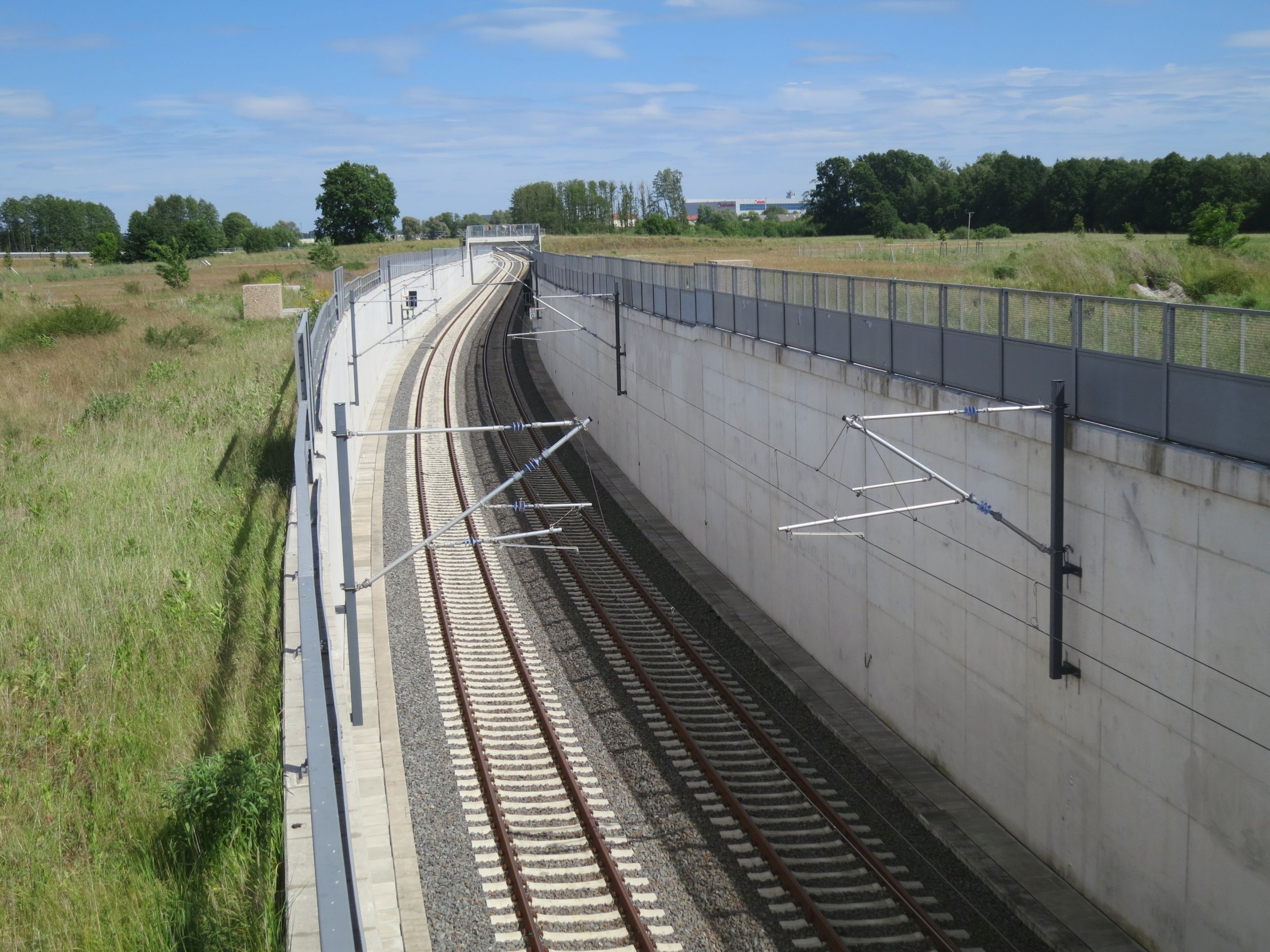
Strecke zum Flughafen nach der Unterführung unter den Berliner Außenring.

Die Dresdener Bahn kreuzt im Bereich des Glasower Damms im Ort Mahlow den Berliner Außenring. Sie ist aus Richtung Süden über zwei Verbindungskurven mit diesem verbunden. Mit dem Bau der Ferngleise der Dresdener Bahn nördlich des Außenrings entstand auch eine nord-östliche Verbindung.
Seitdem ist der Abzweig Glasower Damm Nord ungefähr auf Höhe der Unterführung Trebbiner Straße in Mahlow Ausgangspunkt der Strecke. Sie fädelt dort kreuzungsfrei aus, das südwestliche Gleis wird unter den Ferngleisen der Dresdener Bahn geführt. Weiter verläuft die Strecke durch die sogenannte Mahlower Kurve bis zum Außenring in Höhe der Noël-Martin-Brücke.
Vom Abzweig Glasower Damm Ost in Richtung Flughafen Schönefeld wurde der Außenring bereits in den 1980er Jahren viergleisig ausgebaut. Die Strecke zum BER nutzt zunächst das frühere nördliche Gleispaar des Außenrings. Knapp zwei Kilometer weiter östlich wird dann die Strecke unter den verbliebenen Gleisen des Außenrings geführt und wendet sich zunächst in Richtung Südosten. Eine kurze Verbindungsstrecke Abzw Selchow West–Abzw Selchow Süd schließt das südliche Gleis des Außenrings an die Strecke zum BER an. Diese verläuft zunächst oberirdisch in einem Trog. Nördlich des Ortes Selchow trifft sie auf die aus Nordosten kommende Bahnstrecke Grünauer Kreuz–Berlin Flughafen BER der S-Bahn. Beide Strecken werden parallel geführt und verlaufen vom westlichen Rand des Flughafenareals in einem mehrere Kilometer langen Tunnel zwischen den beiden Start- und Landebahnen. Kurz vor dem östlichen Ende des Tunnels liegt der Bahnhof Berlin Flughafen BER. Die S-Bahn-Strecke endet im Bahnhof, die Fernbahnstrecke führt weiter in Richtung Nordosten und verlässt den Tunnel. Die Kehrgleise für im Bahnhof endende Regionalzüge liegen bereits oberirdisch. Die Strecke trifft nach kurzer Zeit an der Abzweigstelle Diepensee Cargo auf den Güteranschluss des Flughafens, der bereits von der ursprünglichen Strecke bedient wurde. Ein kurzes Stück im Bereich der Ladestelle Kienberg nutzt die neue Strecke die Trasse der alten. Östlich der Siedlung Hubertus wird die Autobahn A 113 unterquert. Weiter verlaufen beide Trassen im Bereich der Ortslage Berlin-Bohnsdorf durch ein Waldgebiet, die neue Trasse etwa 250 Meter südlich der alten. Südöstlich von Bohnsdorf teilt sich die neue Strecke an der Abzweigstelle Bohnsdorf West in zwei 1,4 km bzw. 1,8 km lange eingleisige Abschnitte, die in einem Gleisdreieck Richtung Süden und Norden die Görlitzer Bahn erreichen.

### Kilometrierung
Die durchgehende Strecke (VzG-Streckennummer 6151) begann ursprünglich im Abzweig Glasower Damm Ost. Ihre Kilometrierung folgt der des Berliner Außenrings. Dieser wiederum übernimmt die Kilometerzählung der 1926 eröffneten Bahnstrecke Michendorf–Großbeeren, einem Teilstück der Umgehungsbahn. Ausgangspunkt der Kilometrierung ist also der Bahnhof Michendorf, der Abzweig Glasower Damm Ost liegt bei Kilometer 28,220. Der Außenring in Richtung Osten und die Strecke zum BER sind von dort an parallel kilometriert. Das Streckenende der Strecke 6151 ist am Abzweig Bohnsdorf Süd an der Görlitzer Bahn bei Kilometer 42,073.
Die 2025 eröffnete Streckenverlängerung zur Dresdener Bahn in Richtung Berlin ist von der Streckentrennung am Außenring rückwärts kilometriert werden. Neuer Anfang der Kilometrierung am Abzweig Glasower Damm Nord ist bei Kilometer 26,5.  Eine direkte Verbindung vom Ausgangspunkt der Kilometrierung in Michendorf dorthin gibt es nicht.
Die alte Strecke Berlin-Grünau–Flughafen Berlin Schönefeld Süd hatte die VzG-Nummer 6119, welche heute nach wie vor für das verbliebene Teilstück vom Abzw Diepensee Cargo – Berlin-Schönefeld Flughafen Süd verwendet wird, ebenso trägt die parallel zur Altstrecke errichtete nördliche Verbindungskurve von der Görlitzer Bahn aus Richtung Berlin zum Abzw Bohnsdorf West diese Nummer. Diese Abschnitte sind aus Richtung vom Bahnhof Berlin-Grünau kilometriert. Der Nullpunkt der alten Strecke liegt im südlichen Bahnhofsteil in Höhe des Streckenkilometers 13,43 der Görlitzer Bahn. Der Abschnitt nach Berlin-Schönefeld Flughafen Süd hat diese Kilometrierung beibehalten. Die neue Verbindungskurve aus Richtung Berlin-Grünau nach Bohnsdorf West ist neu kilometriert. Sie beginnt in Höhe des Streckenkilometers 14,4 der Görlitzer Bahn und ist 1,8 Kilometer lang.
Die 0,79 km lange Verbindungskurve Selchow West–Selchow Süd (Streckennummer 6186) liegt südlich der Gleise des Außenrings.

### Betriebsstellen

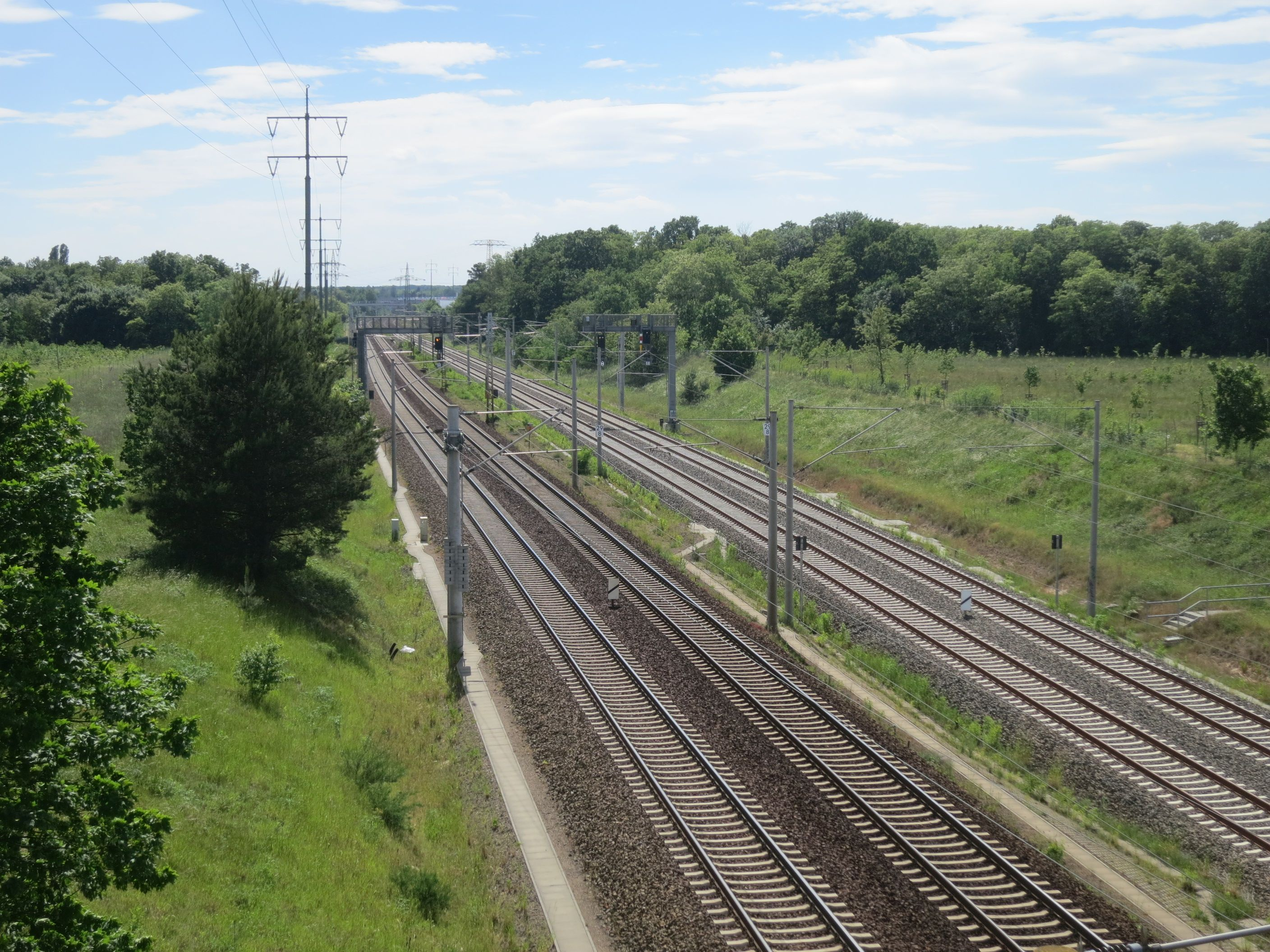
Links: Strecke zum Flughafen, rechts: Außenring in Richtung Schönefeld.

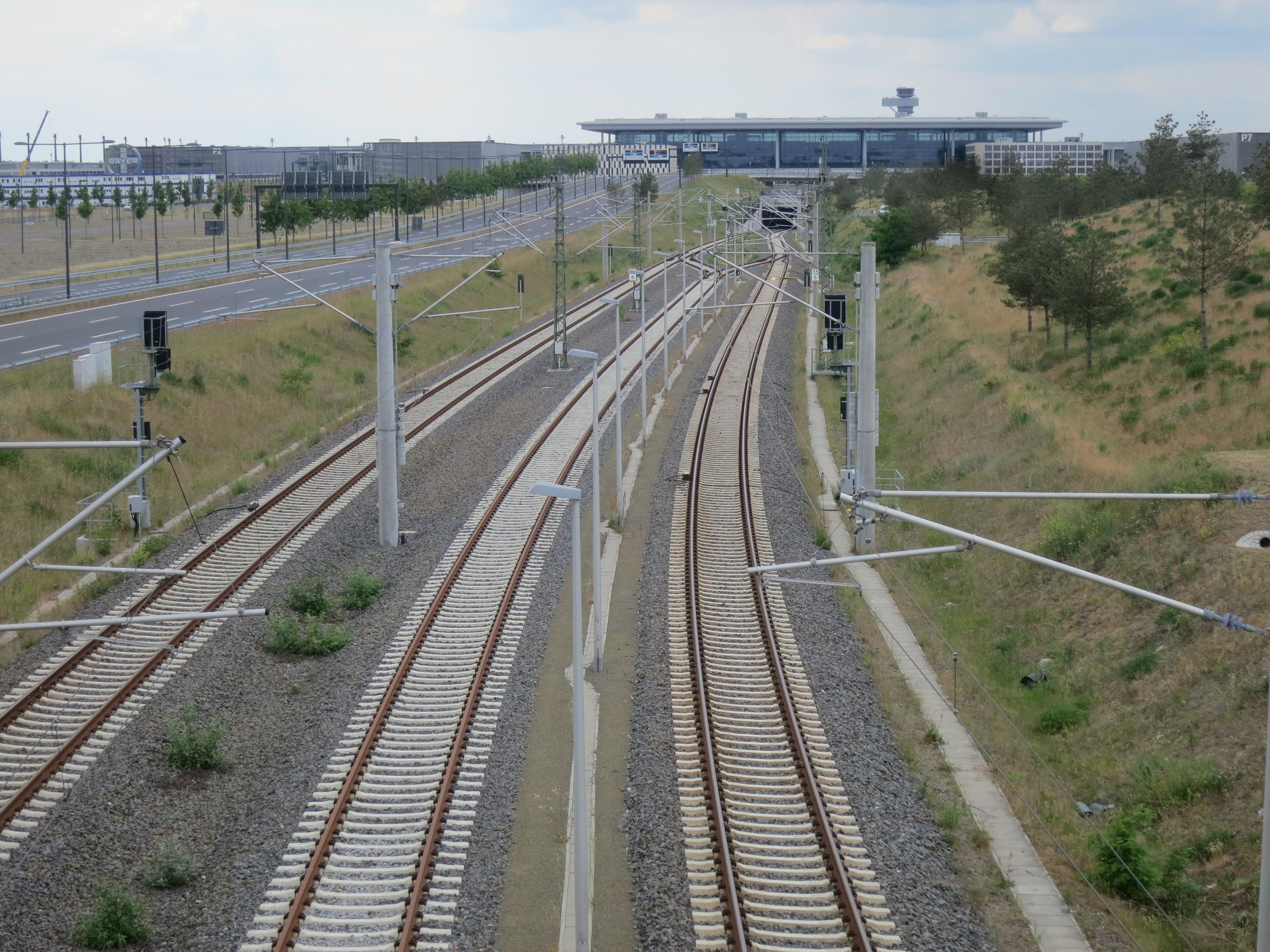
Östlicher, oberirdischer, Teil des Flughafenbahnhofs mit Tunneleinfahrt.

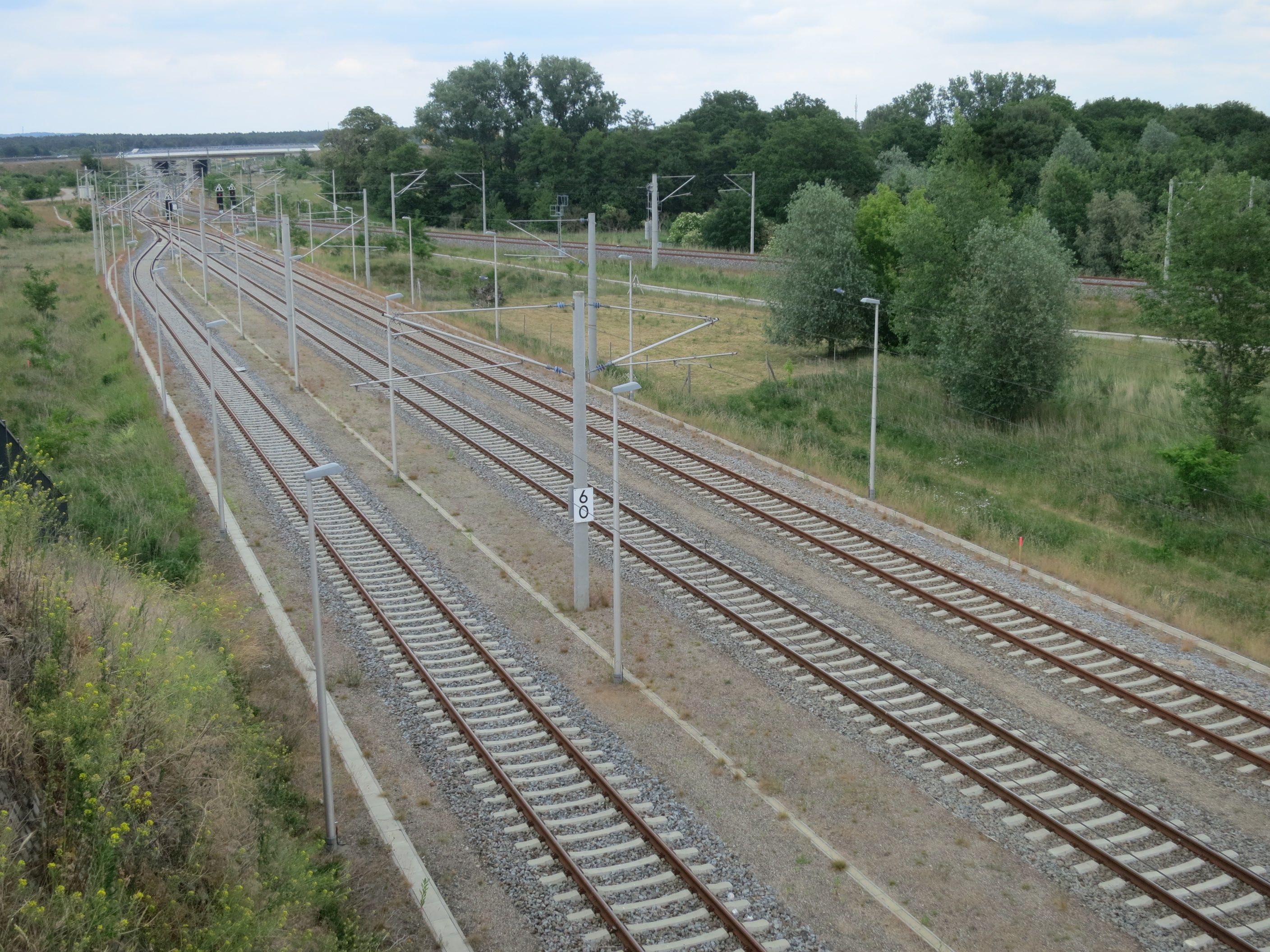
Diepensee Cargo. Vordergrund: Güteranschluss zum Flughafen, Hintergrund: Strecke zum Personenbahnhof.

#### Glasower Damm Ost
Im Bereich des Glasower Damms, einer Verbindungsstraße zwischen den Orten Mahlow und Glasow, kreuzen die Bahnstrecke Berlin–Dresden und der Anfang der 1950er Jahre gebaute Berliner Außenring. Zur Verbindung der Strecken wurden drei Abzweigstellen eingerichtet: Glasower Damm West am Berliner Außenring als Abzweig der Verbindungskurve aus Richtung Westen zur Dresdener Bahn in Richtung Süden, Glasower Damm Süd an der Dresdener Bahn an der Einmündung der beiden Verbindungskurven vom Berliner Außenring und Glasower Damm Ost am Außenring an der Verbindungskurve aus Richtung Osten zur Dresdener Bahn. Im Bereich dieser Abzweigstelle entstand in entgegengesetzter Richtung zur bestehenden Verbindungskurve der Abzweig zur neuen Strecke zum BER.

#### Selchow West und Süd
Hierbei handelt es sich um zwei Abzweigstellen an der kurzen Verbindungskurve vom südlichen Gleis des Berliner Außenrings in Richtung Flughafen BER.

#### Berlin Flughafen BER
Der unterirdisch gelegene Bahnhof dient nur dem Personenverkehr. Er besteht aus zwei Mittelbahnsteigen für die Fernbahn und einem für die S-Bahn.

#### Diepensee Cargo
Hier ist die Abzweigstelle zum Güteranschluss des Flughafens von der Neubaustrecke.

#### Berlin Schönefeld Flughafen Süd
Der Streckenendpunkt der alten Strecke aus Grünau dient zur Belieferung des Flughafens mit Treibstoffen und Baumaterialien. Er ist nun an die neue Strecke angeschlossen. Im Laufe der Zeit wechselte er mehrfach seinen Namen, meist den Umbenennungen des Flughafens und des nördlich des Flughafens liegenden Personenbahnhofs folgend. Hieß er vor dem Bau der Strecke von Grünau noch Diepensee, hieß er in den 1960er und 1970er Jahren Zentralflughafen Süd und danach Flughafen Süd. Seit den 1990er Jahren heißt er Berlin-Schönefeld Flughafen Süd. Er hatte stets den Status einer Ladestelle.

#### Kienberg
Bereits an der alten Strecke war in Kienberg eine Ladestelle für Baustofftransporte eingerichtet worden.

#### Bohnsdorf West und Süd
An der Abzweigstelle Bohnsdorf West teilt sich die Strecke in zwei Äste. Der eine führt in Richtung Südosten zur Görlitzer Bahn, in die er am Abzweig Bohnsdorf Süd einmündet, der andere führt nach Norden in Richtung zum Bahnhof Berlin-Grünau.

## Personenverkehr

### Planungen vor Eröffnung des Flughafens

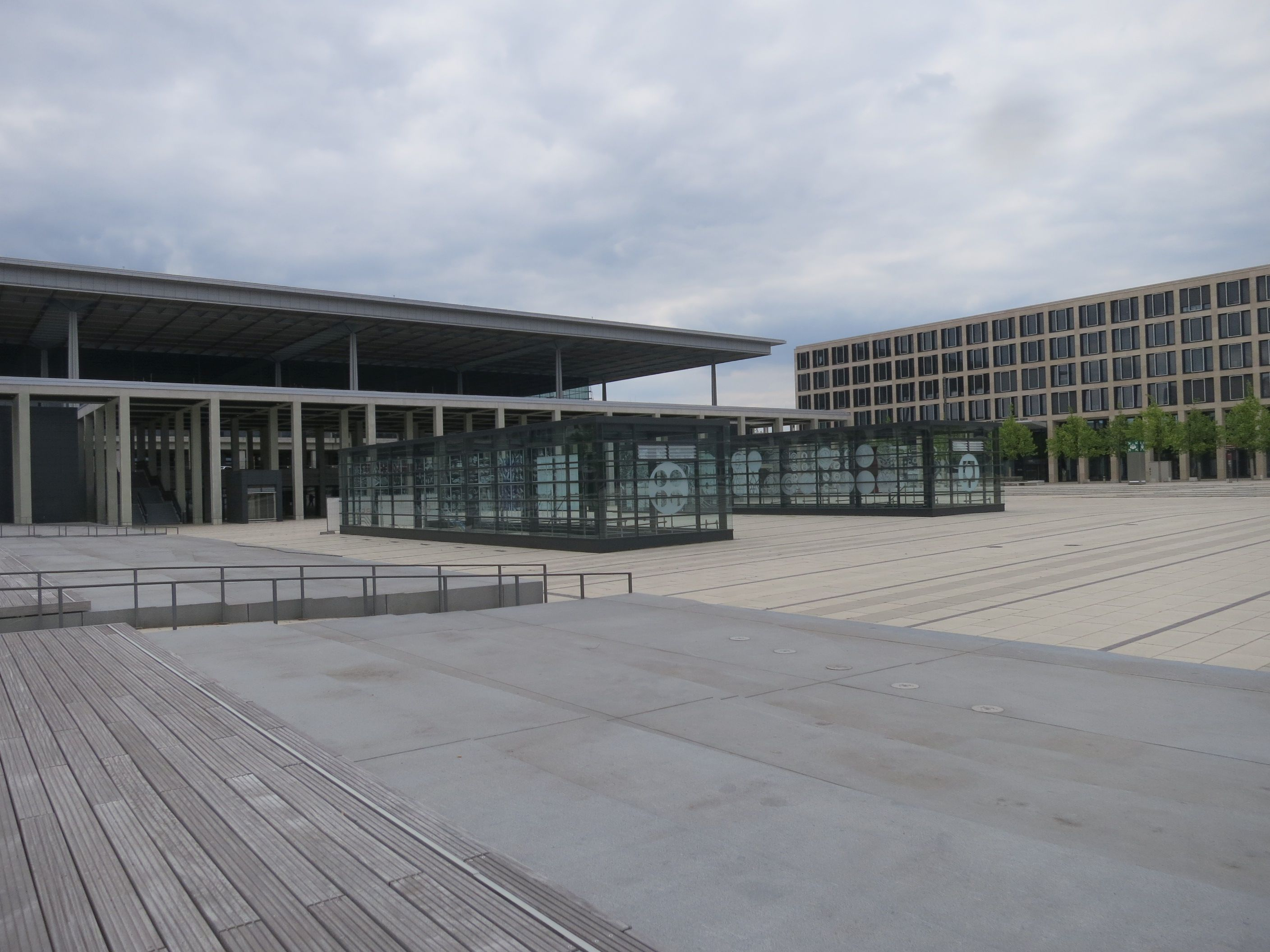
Vorplatz des Flughafens mit Zugangsbauwerken zu den Bahnsteigen, im Hintergrund das Terminal.

Die ersten Planungen für den Flughafen Mitte der 1990er Jahre sahen neben einer Anbindung an den Regionalverkehr eine Interregio-Linie von Kiel über Berlin und die Flughafenstrecke nach Görlitz vor, nach späteren Planungen sollten in Berlin beginnenden bzw. endenden ICE- und IC-Züge vom und zum Flughafenbahnhof geführt werden. Diese Ideen wurde nicht weiter verfolgt. Ein eigenwirtschaftlicher Flughafenexpress sollte im 15-Minuten-Takt den Flughafenbahnhof mit der Innenstadt verbinden.
Zur Streckeneröffnung 2012 war vor Bekanntwerden der Verschiebung der Flughafeneröffnung vorgesehen, dass die drei den alten Bahnhof Berlin Schönefeld-Flughafen anfahrenden RE/RB-Linien stattdessen den neuen Flughafenbahnhof bedienen sollten. Dabei handelte es sich um die Linien RE 7 Dessau – Berlin – Wünsdorf-Waldstadt, RB 14 Nauen – Berlin – Senftenberg und RB 22 Potsdam – Flughafen – Königs Wusterhausen. Zudem sollte eine neue Linie RE 9 den Flughafen über den Außenring und die Anhalter Bahn mit dem Berliner Hauptbahnhof verbinden.

### Personenverkehr ab 2020
Mit Eröffnung des Flughafens am 31. Oktober 2020 wurde der Personenverkehr auf der Strecke aufgenommen. Wegen der noch nicht fertiggestellten Dresdener Bahn wurde der Flughafen-Express im annähernden Halbstundentakt von Berlin Hauptbahnhof über Gesundbrunnen, Ostkreuz und die Görlitzer Bahn auf den östlichen Teil der Strecke zum Flughafenbahnhof geführt. Weiter fahren diese Züge über den westlichen Streckenteil als RB 31 nach Ludwigsfelde bzw. RB 24 nach Wünsdorf-Waldstadt (wegen Bauarbeiten nur eingeschränkt). Die Linie RB 22 Potsdam – Königs Wusterhausen fährt stündlich über die gesamte Strecke, die Linie IC 17 Rostock – Flughafen BER – Dresden nutzt den westlichen Streckenabschnitt mit Fahrtrichtungswechsel im Bahnhof Flughafen BER. Die beiden stündlich verkehrenden Linien RE 8 und RB 23 binden den Flughafenbahnhof über den östlichen Streckenabschnitt, der Görlitzer Bahn und den östlichen Berliner Außenring mit der Berliner Stadtbahn an.